# دلال خليفة
دلال خليفة روائية وكاتبة مسرحية قطرية.
مع شقيقتها شعاع خليفة كانت دلال واحدة من أوائل الكاتبات في قطر لنشر الروايات. كما أنها كتبت مسرحيات ونشرت ثلاثة مسرحيات معا في مجلد واحد إنسان في حيز الوجود في عام 1995. مسقط رأسها الدوحة وحصلت على درجة البكالوريوس في اللغة الإنجليزية من جامعة قطر وتمتلك درجة الماجستير في الترجمة من جامعة هيريوت وات. سبق لها أن ترأست وحدة المنشورات الأجنبية وقادت أيضا المنتدى الثقافي للمرأة مراسينا. ومن مسرحياتها: التفاحة تصرخ والخبز يتعرى.